# Себу (город)
Себу́ (англ. Cebu, себ. Dakbayan sa Sugbo, таг. Lungsod ng Cebu, исп. Cebú) — старейший город на Филиппинах. Крупнейший город одноимённой агломерации. Расположен на восточном берегу острова Себу, напротив острова Мактан. Крупный порт. Население — 866 тыс. жителей (2010).

## История
Считается, что город был основан Лопесом де Легаспи в 1565 году на том самом месте, где за 44 года до этого высадился Магеллан. Погиб великий путешественник на соседнем с Себу острове — Мактане. В течение шести лет, предшествовавших основанию Манилы, Себу оставался главным европейским поселением на Филиппинах. Построенная в те годы крепость св. Петра до конца XIX века оставалась бастионом испанского владычества в южных Филиппинах. Также именно с острова Себу начинается история христианства на Филиппинах. Магеллан установил в Себу деревянный крест. Остатки оригинального креста вделаны в другой, чёрный крест из дерева тиндало. В 1595 г. был основан университет Сан-Карлос.

## Топономика
Название города происходит от филиппинского слова «sebu», что означает животный жир. Задолго до прихода испанцев Себу был рыбацкой деревней под управлением Раджи Хумабона.

## Образование
В настоящее время в Себу имеется десять университетов.

## Климат
Климат тропический — жаркий и влажный, среднегодовая температура +26,5 °C. С мая по октябрь дует юго-западный муссон «хабакат», а в ноябре-апреле — сухие ветры «амихан».
| Показатель                        | Янв. | Фев. | Март | Апр. | Май  | Июнь  | Июль  | Авг.  | Сен.  | Окт.  | Нояб. | Дек.  | Год    |
| --------------------------------- | ---- | ---- | ---- | ---- | ---- | ----- | ----- | ----- | ----- | ----- | ----- | ----- | ------ |
| Средний суточный максимум, °C     | 29,9 | 30,2 | 31,2 | 32,3 | 33,0 | 32,1  | 31,7  | 31,9  | 31,7  | 31,6  | 31,2  | 30,3  | 31,4   |
| Средняя температура, °C           | 26,8 | 27,0 | 27,8 | 28,8 | 29,4 | 28,7  | 28,3  | 28,4  | 28,7  | 28,1  | 27,9  | 27,3  | 28,1   |
| Средний суточный минимум, °C      | 23,8 | 23,7 | 24,4 | 25,4 | 25,9 | 25,3  | 24,9  | 25,0  | 24,8  | 24,7  | 24,7  | 24,2  | 24,7   |
| Норма осадков, мм                 | 78,1 | 62,3 | 41,5 | 29,1 | 54,8 | 149,9 | 157,0 | 136,5 | 167,3 | 148,4 | 131,4 | 103,8 | 1260,1 |
| Источник: «Hong Kong Observatory» |      |      |      |      |      |       |       |       |       |       |       |       |        |

## Города-побратимы
- Бандунг, Индонезия
- Барселона, Испания
- Беэр-Шева, Израиль
- Пусан, Южная Корея
- Чула-Виста, США
- Гвадалахара, Мексика
- Харлеммермер, Нидерланды
- Сямынь, Китай
- Гаосюн, Тайвань
- Кортрейк, Бельгия
- Любляна, Словения
- Парраматта, Австралия
- Салинас (Калифорния), США
- Сиэтл, США
- Санкт-Петербург, Россия
- Вальпараисо, Чили
- Владимир, Россия[1]
- Владивосток, Россия[2]
- Йосу, Южная Корея